# Флорес, Матео (футболист)
Мате́о Фло́рес Лоса́но (исп. Mateo Flores Lozano; род. 7 апреля 2004, Валенсина-де-ла-Консепсьон) — испанский футболист, полузащитник клуба «Бетис».

## Клубная карьера
Флорес — воспитанник клуба «Бетис». В 2023 году Матео дебютировал за дублирующий состав. В 2024 году игрок был включён в заявку основной команды на сезон. 19 октября в матче против «Осасуны» он дебютировал в Ла Лиге.